# Melolobium decorum
Melolobium decorum är en ärtväxtart som beskrevs av Dummer. Melolobium decorum ingår i släktet Melolobium och familjen ärtväxter. Inga underarter finns listade i Catalogue of Life.